# Ludwik Aleksander de Bourbon
Ludwik Aleksander de Bourbon, fr. Louis-Alexandre de Bourbon (6 czerwca 1678 w pałacu wersalskim – 1 grudnia 1737) – francuski admirał i marszałek, hrabia Tuluzy od 1681, książę Penthièvre od 1697 i książę Rambouillet od 1711.

## Życiorys
Urodził się w Wersalu jako trzeci syn króla Ludwika XIV i jego oficjalnej metresy - Françoise-Athénaïs, markizy de Montespan.
W wieku 5 lat został mianowany admirałem Francji. W lutym 1684 został pułkownikiem regimentu piechoty, noszącego jego imię, a w 1693 - mestre de camp regimentu kawalerii. W styczniu 1689 został mianowany gubernatorem Gujenny, sześć lat później tytuł ten zamienił na gubernatora Bretanii. 3 stycznia 1696 Ludwik Aleksander został marszałkiem Francji i tym samym stał się dowódcą Królewskiej Armii. W przeciwieństwie do większości swoich poprzedników i następców nie traktował tytułu admirała Francji jako jedynie synekury, i przez całe życie żywo interesował się sprawami marynarki, zabiegając o jej interesy na dworze. Odznaczył się podczas wojny o sukcesję hiszpańską, podczas której otrzymał zadanie obrony Sycylii oraz dowodził wbitwie morskiej pod Malagą w 1704 roku.
W marcu 1714 otrzymał dodatkowo tytuł Wielkiego Łowczego Francji. Swoją karierę w dużej mierze zawdzięczał również intrygom żony swojego brata – Ludwika Augusta, księcia Maine – Annie Ludwice Benedykcie Burbon-Condé. Podobnie jak wszystkie inne nieślubne dzieci króla z Markizą de Montespan, Ludwik August został uznany przez ojca. W lecie 1714 Ludwik XIV umieścił Ludwika Augusta razem z jego braćmi w linii sukcesji tronu, na wypadek gdyby jego ślubni potomkowie wymarli.

## Małżeństwo

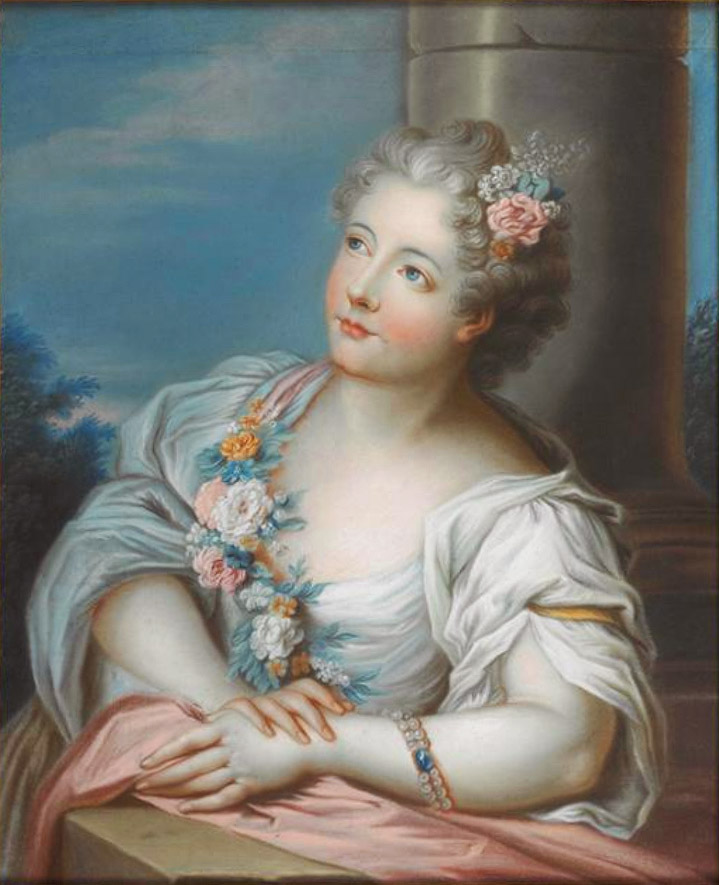
Maria Wiktoria de Noailles

2 lutego 1723 Ludwik Aleksander ożenił się z miłości z wdową Marią Wiktorią de Noailles (1688–1766), córką marszałka Anne Jules de Noailles. Później urodziła mu ona syna:
- Ludwika Jana Marię (1725–1793), księcia de Penthièvre, de Rambouillet, d'Aumale i de Gisors. Kiedy pogrążony w niełasce zmarł w Rambouillet w 1737 roku, Ludwik zastąpił go na wszystkich jego stanowiskach.

Syn Ludwika Aleksandra przeniósł ciała ojca, matki i swoich dzieci z Rambouillet do Collégiale Saint-Étienne w Dreux. Tam w czasie rewolucji francuskiej, groby zostały splądrowane, a ciała wrzucono do wspólnej mogiły. Na miejscu mogiły wybudowano później kaplicę królewską w Dreux - nekropolię dynastii orleańskiej.